# Handwritten (album Shawn Mendes)
Handwritten este albumul de debut al cântărețul și compozitorului canadian Shawn Mendes. A fost lansat pe 14 aprilie 2015 de Island Records și a ajuns pe primul loc în topul US Billboard. În prima săptămână s-au vândut peste 119.000 de albume.

## Listă piese
| Handwritten – Standard edition |                               |                                                        |                                |         |  |
| Nr.                            | Titlu                         | Autor(i)                                               | Producător(i)                  | Lungime |  |
| 1.                             | „Life of the Party”           | Ido Zmishlany Scott Harris                             | Zmishlany                      | 3:35    |  |
| 2.                             | „Stitches”                    | Danny Parker Teddy Geiger Daniel "Daylight" Kyriakides | Daylight Geiger Parker         | 3:27    |  |
| 3.                             | „Never Be Alone”              | Shawn Mendes Scott Harris Martin Terefe Glen Scott     | Terefe                         | 3:36    |  |
| 4.                             | „Kid in Love”                 | Mendes Zmishlany Harris                                | Zmishlany Terefe               | 3:46    |  |
| 5.                             | „I Don't Even Know Your Name” | Mendes Harris Terefe Geoffrey Warburton                | Terefe                         | 3:00    |  |
| 6.                             | „Something Big”               | Mendes Zmishlany Harris                                | Zmishlany                      | 2:41    |  |
| 7.                             | „Strings”                     | Mendes Harris Emily Warren                             | Louis Biancaniello Sam Watters | 3:11    |  |
| 8.                             | „Aftertaste”                  | Mendes Harris Warren                                   | Biancaniello Watters           | 2:50    |  |
| 9.                             | „Air” (featuring Astrid S)    | Harris Warren                                          | Craven J Harris                | 3:14    |  |
| 10.                            | „Crazy”                       | Mendes Warburton Terefe                                | Mendes Warburton               | 3:12    |  |
| 11.                            | „A Little Too Much”           | Mendes                                                 | Zmishlany                      | 3:07    |  |
| 12.                            | „This Is What It Takes”       | Mendes Warburton Terefe Zmishlany Harris               | Terefe                         | 3:50    |  |
| Lungime totală:                | Lungime totală:               | Lungime totală:                                        | Lungime totală:                | 39:29   |  |

| Handwritten – Deluxe edition (bonus tracks) |                 |                            |                        |         |  |
| Nr.                                         | Titlu           | Autor(i)                   | Producător(i)          | Lungime |  |
| 13.                                         | „Bring It Back” | Mendes Warburton Terefe    | Terefe                 | 2:40    |  |
| 14.                                         | „Imagination”   | Mendes Terefe Scott        | Terefe                 | 3:38    |  |
| 15.                                         | „The Weight”    | Mendes Harris Joshua Grant | Craven J Harris (add.) | 3:05    |  |
| Lungime totală:                             | Lungime totală: | Lungime totală:            | Lungime totală:        | 48:52   |  |

| Handwritten – iTunes deluxe edition (bonus track) |                                |                  |                 |         |  |
| Nr.                                               | Titlu                          | Autor(i)         | Producător(i)   | Lungime |  |
| 16.                                               | „Life of the Party” (Acoustic) | Zmishlany Harris | Zmishlany       | 3:14    |  |
| Lungime totală:                                   | Lungime totală:                | Lungime totală:  | Lungime totală: | 52:06   |  |

| Handwritten – Target exclusive deluxe edition and HMV Canada exclusive edition (bonus tracks) |                        |                            |                 |         |  |
| Nr.                                                                                           | Titlu                  | Autor(i)                   | Producător(i)   | Lungime |  |
| 16.                                                                                           | „Don't Want Your Love” | Mendes Zmishlany Warburton | Zmishlany       | 2:51    |  |
| 17.                                                                                           | „Lost”                 | Mendes Warren Harris Grant | Craven J Harris | 3:16    |  |
| 18.                                                                                           | „Handwritten Demos”    |                            |                 | 9:01    |  |
| Lungime totală:                                                                               | Lungime totală:        | Lungime totală:            | Lungime totală: | 64:00   |  |

| Handwritten – Revisited edition |                                                         |                                                       |                             |         |  |
| Nr.                             | Titlu                                                   | Autor(i)                                              | Producător(i)               | Lungime |  |
| 4.                              | „Kid in Love” (Live)                                    | Mendes Zmishlany Harris                               | Zmishlany Terefe            | 4:17    |  |
| 5.                              | „I Don't Even Know Your Name” (Live)                    | Mendes Harris Terefe Warburton                        | Terefe                      | 3:37    |  |
| 7.                              | „Strings” (Live)                                        | Mendes Harris Warren                                  | Biancaniello Watters        | 3:45    |  |
| 8.                              | „Aftertaste” (Live)                                     | Mendes Harris Warren                                  | Biancaniello Watters        | 2:38    |  |
| 11.                             | „A Little Too Much” (Live)                              | Mendes                                                | Zmishlany                   | 3:09    |  |
| 13.                             | „I Know What You Did Last Summer” (with Camila Cabello) | Cabello Mendes Zmishlany Noel Zancanella Bill Withers | Zancanella Zmishlany (add.) | 3:43    |  |
| 14.                             | „Act like You Love Me”                                  | Mendes Warburton                                      | Jacquire King               | 3:25    |  |
| 15.                             | „Running Low”                                           | Mendes                                                | Jordan Orvosh               | 4:34    |  |
| 16.                             | „Memories”                                              | Mendes Warburton Max River                            | Jacquire King               | 3:51    |  |